# Йогі Берра
Лоренс Пітер Берра (англ. Lawrence Peter Berra), більш відомий як Йогі Берра (англ. Yogi Berra, 12 травня 1925, Сент-Луїс — 22 вересня 2015, Вест Колдвелл) — американський бейсболіст і менеджер.

## Біографія
У біографії Йогі Берра багато років були проведені в складі «Нью-Йорк Янкіз», де спортсмен показував видатну гру.
Берра був названий найціннішим гравцем Американської Ліги в 1951, 1954, і 1955 роках. Берра зробив 358 хоумранів і виступив в 14 щорічних чемпіонатах країни з бейсболу серед володарів кубків Американської і Національної ліг за участю канадських команд. Він керував командами «Yankees» і «Mets» майже 7 років, приводячи кожну команду до звання чемпіона (Yankees в 1964; Mets в 1973). Йогі Берра інструктував команди «Mets», «Yankees», «Astros». Берра також знаменитий своїми умисними іронічно-гумористичними коментарями.